# Hermes (Schiff, 1899)
HMS Hermes war ein Geschützter Kreuzer der Highflyer-Klasse der Royal Navy. Der 1899 in Dienst gekommene Kreuzer wurde 1899 zur North America and West Indies Station entsandt. Die auf der Überfahrt erlittenen Schäden führten zu einer Diskussion über die Ausstattung der Royal Navy mit Wasserrohrkesseln insbesondere des Typs Belleville. Nach seiner Neubekesselung diente das Schiff in der Channel Fleet beziehungsweise nach der Umbenennung der Atlantic Fleet. 1905 wurde die Hermes als Flaggschiff auf der East Indies Station und ab 1907 beim Kap-Geschwader eingesetzt. Im April/Mai 1913 wurde sie als erster Versuchs-Seeflugzeugträger der Royal Navy hergerichtet. Die Hermes erhielt ein Startdeck und Platz zum Transport von bis zu drei Seeflugzeugen. Vor der Hermes hatte die Marine Nationale schon ein Jahr früher mit der Foudre ein entsprechendes Fahrzeug in Dienst gestellt.
Die Anfang des Weltkriegs zum Transport von Flugzeugen nach Frankreich eingesetzte Hermes wurde am 31. Oktober 1914 auf dem Rückmarsch aus Dünkirchen durch das deutsche Unterseeboot U 27 in der Straße von Dover torpediert und sank, wobei 22 Mann ihrer Besatzung starben.

## Baugeschichte

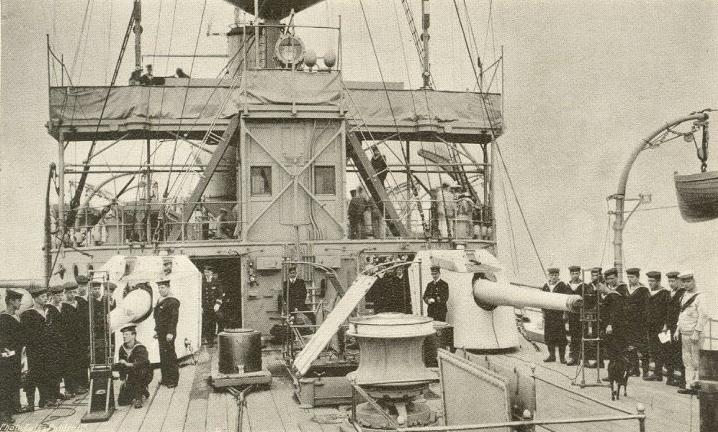
Die Heckgeschütze der Hermes

Die ab April 1897 bei Fairfield Shipbuilding and Engineering Company in Govan unter der Baunummer 401 gebaute HMS Hermes lief als erstes Schiff einer neuen Klasse von Geschützten Kreuzern 2. Klasse am 7. April 1898 vom Stapel. Sie war also das Typschiff der meist nach dem auf derselben Werft gebauten Schwesterschiff als Highflyer-Klasse bezeichneten drei Kreuzer, zu denen noch die ebenfalls in Govan bei der Werft London & Glasgow Engineering & Iron Shipbuilding Company gebaute Hyacinth gehörte. Gelegentlich werden auch die beiden erst 1902 bei Staatswerften von Stapel gelaufenen, etwas größeren Schiffe der Challenger-Klasse der Hermes / Highflyer-Klasse zugerechnet.

(siehe auch Baugeschichte der Highflyer-Klasse)

## Einsatzgeschichte
Im Oktober 1899 wurde die Hermes in Dienst genommen und unter Kapitän F.H. Henderson zur North America and West Indies Station abgeordnet. Am 10. Dezember 1899 verließ sie Las Palmas Richtung Bermudas. Unterwegs hatte sie erhebliche Probleme mit den Kesseln und deren Versorgung mit Speisewasser. Die Schwierigkeiten mit dem Betrieb der Kessel führten fast zu einer Meuterei an Bord. Mit nicht mehr betriebsfähiger Maschinenanlage erreichte sie Nassau (Bahamas). Da dort eine Reparatur nicht möglich war, wurde sie vom Flaggschiff der Station, dem Kreuzer der Edgar-Klasse HMS Crescent, nach Port Royal, Jamaika, geschleppt. Auch dort war nur eine Befehlsreparatur möglich. Das Schiff sollte dann zu den Bermudas gehen, musste aber teilweise von der HMS Tribune der Apollo-Klasse wiederum geschleppt werden. Die dort erfolgte Reparatur, die einige Monate in Anspruch nahm, ließ die Rückführung nach Europa zu. Ihr Missgeschick und die Probleme anderer Schiffe mit Wasserrohrkesseln führte im Parlament zu erheblichen Diskussionen über den Nutzwert dieses Kesseltyps auf den Kriegsschiffen der Navy und ihre Ausstattung mit technischem Personal.
Bis 1903 erfolgte dann bei Harland & Wolff in Belfast eine große Überholung, bei der die bisherigen Kessel vom Typ Belleville durch in den USA entwickelte Babcock-Kessel ersetzt wurden. Im August 1903 nahm die Hermes wieder an Flottenmanövern teil und diente in der Channel Fleet, wo sie im Oktober 1904 Villagarcia besuchte. Durch die Umbenennung der Channel Fleet wurde sie dann ein Schiff der britischen Atlantikflotte.

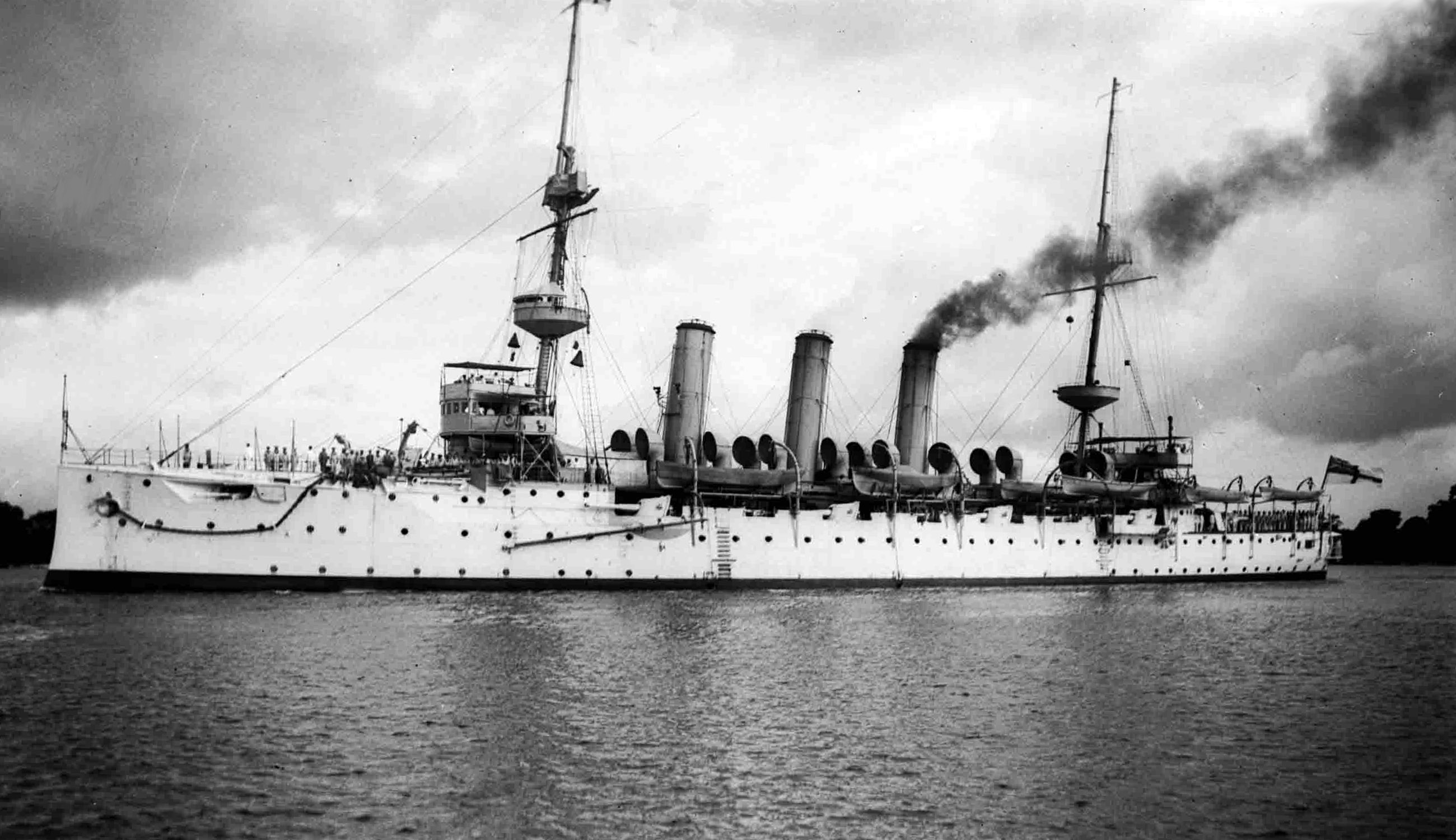
Die HMS Hermes bei Daressalam (zwischen 1907 und 1914)

1905 wurde die Hermes Flaggschiff auf der East Indies Station bis 1907, wo sie unter Konteradmiral Edmund Poë (1849–1921) zusammen mit den Kreuzern HMS Fox, HMS Perseus, HMS Proserpine den Kanonenbooten HMS Lapwing und HMS Redbreast, sowie dem Raddampfer HMS Sphinx Dienst tat.
Anschließend wurde die Hermes, die Crescent der Edgar-Klasse ablösend, von 1907 bis 1913 Flaggschiff des Kap-Geschwaders in Südafrika, bis 1908 weiter unter Konteradmiral Sir Edmund Poë. Auf beiden Stationen wurde sie von ihrem Schwesterschiff Hyacinth als Flaggschiff abgelöst.
Am Kap der Guten Hoffnung waren bei Beginn ihres Dienstes die älteren Kreuzer Forte und die Pelorus auf der „Cape of Good Hope Station“ ebenfalls stationiert. Die Hermes diente bis 1913 noch den Konteradmiralen Sir George Egerton (1852–1940) ab 1908 und ab 1910 Sir Paul Bush (1855–1930) als Flaggschiff.

### Versuche mit Seeflugzeugen

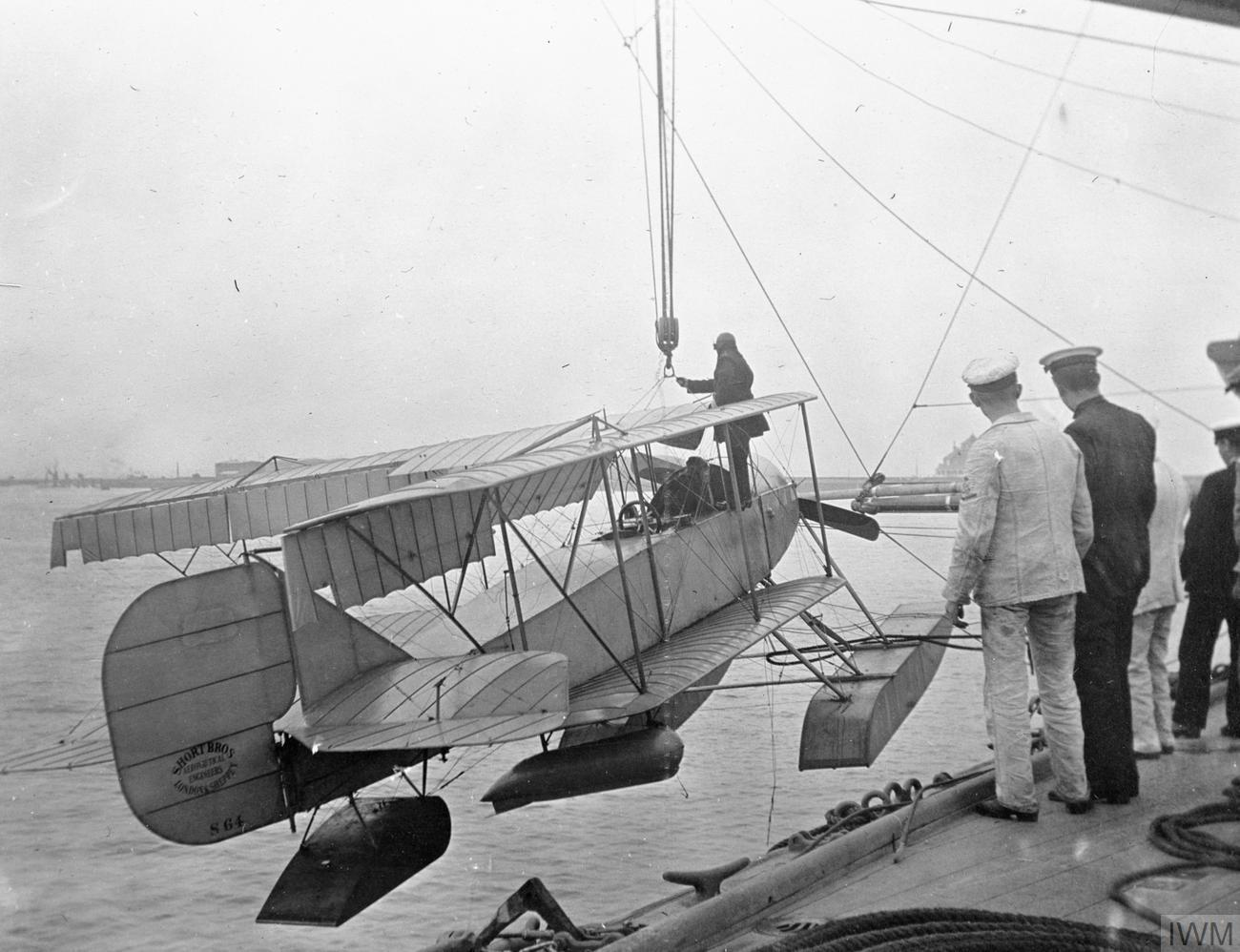
Ein Short-Folder-Seeflugzeug wird an Bord genommen (1913)

Im Mai 1913 wurde die Hermes als Flugzeugmutterschiff wieder in Dienst gestellt, nachdem die Royal Navy zuvor schon Versuche mit Startrampen für Flugzeuge auf verschiedenen Linienschiffen durchgeführt hatte. Beim Umbau zu der neuen Aufgabe erhielt sie hinten eine Plattform zum Transport der Flugzeuge mit einem Hangar aus Leinwand und vorn ein Startdeck. Die verwendeten Seeflugzeuge benutzen zum Start Raduntersätze und wurden mit Kränen wieder an Bord genommen. Während der Versuche 1913 wurden meist zwei Seeflugzeuge mitgeführt.
Die Hermes erhielt die am 17. Juli 1913 von Short Brothers gelieferte Short S. 64 / Admiralty Type 81, ein Doppeldecker mit anklappbaren Flügeln (Short Folder) mit einem 160 PS (119 kW) leistenden Gnome-Double-Lambda-Zweireihen-Rotationsmotor. Diese wurde bei den Manövern 1913 von der Hermes eingesetzt und meldete bei Aufklärungsflügen über Funk die Positionen der gesichteten Schiffe. Die beiden ersten erfolgreichen Aufklärungsflüge wurden am 21. Juli 1913 durchgeführt. Am 24. Juli gelang der Start der No.81 trotz schweren Seegangs, der Flug musste jedoch wegen dichten Nebels nach etwa einer halben Stunde abgebrochen werden. Die Landung gelang anders als zwei Tage später, als bei ebenfalls heftigem Seegang bei der Landung Schäden entstanden, die aber an Bord der Hermes repariert werden konnten, so dass die Maschine am folgenden Tag wieder einsatzbereit war. Ein Motorschaden führte am 1. August zu einer Notlandung der 81 auf der Nordsee etwa 50 Meilen vor Great Yarmouth. Das beschädigte Flugzeug wurde vom deutschen Holzfrachter Clara Mennig (1685 BRT, Baujahr 1908)
geborgen und wieder auf die Hermes übernommen. Diese hatte bis kurz vor dem Schaden mit der Maschine in Funkkontakt gestanden und nach dessen Abreißen den Zerstörer HMS Mermaid auf zwei Meilen genau zum vermuteten Unfallort entsandt. Pilot der Maschine war Charles Rumney Samson, einer der ersten Marinepiloten, der später bei der Royal Air Force den ersten Flug einer Bomberstaffel mit Fairey III von Kairo nach Kapstadt organisierte.
Die Ergebnisse der Versuche wurden für die Konstruktion der Ark Royal genutzt, die im Mai 1914 als Rumpf angekauft wurde und als erster britischer Seeflugzeugträger fertiggestellt wurde. Die Versuche der Hermes endeten im Dezember 1913, sie wurde wieder Kreuzer, außer Dienst gestellt und wieder der Reserve zugewiesen.

### Einsatz und Verlust im Ersten Weltkrieg
Bei Beginn des Ersten Weltkrieges wurde die Hermes erneut in ein Flugzeugmutterschiff umgewandelt und dadurch erst am 31. August 1914 in Dienst gestellt. Sie wurde dem Nore Command unterstellt und zum Transport von Flugzeugen nach Frankreich genutzt. Am 30. Oktober erreichte die Hermes mit einer Ladung Seeflugzeugen Dünkirchen. Am nächsten Morgen lief die Hermes zur Rückfahrt unter Kapitän Charles Lambe (1875–1953, später Air Vice-Marshal der Royal Air Force) aus und wurde dann zurückgerufen, da ein deutsches Unterseeboot in der Gegend beobachtet worden war. Bevor die HMS Hermes diesen Befehl befolgen konnte, wurde sie von U 27 unter Kapitänleutnant Bernd Wegener vor der Ruylingen Bank in der Straße von Dover torpediert und sank, wobei zweiundzwanzig Seeleute starben.
U 27 wurde durch die erste Versenkung eines U-Bootes, E 3, durch ein U-Boot am 18. Oktober 1914 und durch die eigene Versenkung durch die U-Boot-Falle Baralong am 19. August 1915, bei der die gesamte Besatzung starb, bekannt.

## Wrack
Das Wrack der HMS Hermes liegt mit dem Kiel nach oben auf etwa 30 Metern (100 feet) Tiefe auf der Position 51° 6′ N, 1° 50′ O .